# Мемориальный музей В. П. Чкалова (Чкаловск)
Мемориальный музей В. П. Чкалова — мемориальный комплекс, посвящённый памяти выдающегося лётчика, Героя Советского Союза В. П. Чкалова.
Включает дом-музей, где родился и вырос будущий лётчик, и павильон-ангар с коллекцией самолётов 30-х годов XX века, связанных с его деятельностью.
Расположен в городе Чкаловск Нижегородской области, улица Чкалова, дом 5.

## История создания
15 декабря 1938 года при испытании самолёта погиб Валерий Павлович Чкалов. Правительством СССР было решено для увековечивания памяти Чкалова создать музей в доме, в котором родился лётчик. Открытие музея состоялось 7 июля 1940 года.
В 1956 году дом перенесен от береговой линии из опасной зоны в связи с образованием Горьковского водохранилища.

## Экспозиция
Музей расположен в доме, в котором 2 февраля 1904 г. родился Чкалов. Дом, построенный в 1896 году отцом легендарного лётчика, Павлом Григорьевичем, — типичный жилой дом Нижегородского Поволжья.
Первая комната музея — бывшая кухня семьи Чкаловых. Экспозиция этой комнаты посвящена детству и юношеству Чкалова. Сумка-ранец, латунная кружка, сделанная Валерием из гильзы снаряда, лото, в которое он любил играть, санки. На стенах комнаты — фото родителей Валерия, первых учителей, на рисунках — школа, в которой он учился.
Следующий раздел экспозиции рассказывает о годах учения Валерия в Череповецком техучилище. Музею удалось собрать некоторые экспонаты, относящиеся к этому периоду жизни Чкалова: фото мастеров училища, здания самого училища, его территории, фото парохода «Баян». С «Баяном» связан поворот в судьбе Чкалова. Именно с палубы парохода он впервые увидел летящий над Волгой гидросамолёт. Так, как он сам впоследствии говорил, у него и родилась мечта стать лётчиком.
В витрине этой же комнаты экспонируется пробковый пилотский шлем, который был на Чкалове во время его первого полёта.

Экспонаты следующей комнаты рассказывают об учёбе и службе, становлении его авиационного мастерства. На стенде музея — фото, документы, рисунки. Здесь можно увидеть повреждённый цилиндр мотора, полётную карту с маршрутами, проведёнными рукой Валерия Павловича.
В следующая комнате находятся экспонаты, рассказывающие о двух легендарных беспосадочных перелётах, совершённых Чкаловым. В витрине выставлен лётный костюм Чкалова, в котором были совершены оба перелёта, представлены также зажигалка, курительная трубка, перочинный нож. Особое внимание привлекает «копейка», которую лётчик обнаружил в кармане своих брюк в Америке- один местный предприниматель предлагал за неё Чкалову 100 долларов.
Следующая комната музея — бывшая гостиная. На стендах этой комнаты расположены экспонаты, рассказывающие о приезде Чкалова на родину. У окна большой дубовый стол, на нём чернильный прибор, телефон, недокуренная пачка папирос, рядом этажерка с книгами. Посередине комнаты стоит стол с посудой, а у стены простая железная кровать, покрытая байковым одеялом, на ней спал Валерий Павлович. В витрине лежат подарки, которые привозил Чкалов родным, а в другой части экспозиции — подарки лётчику от трудящихся страны. Особенно необычно выглядит модель самолёта АНТ-25, сделанная из 74 перочинных ножей мастерами города Павлова.
Последняя комната музея — бывшая спальня Чкаловых. Экспонаты этой комнаты рассказывают о последнем дне жизни В. П. Чкалова. В витрине хранится одежда его последнего полёта и нераскрытый парашют. На стенах комнаты — фото, запечатлевшие минуты прощания с выдающимся лётчиком.
Рядом с домом находится павильон-ангар, построенный в 1957 г. Здесь выставлена авиационная техника 1930-х гг.: самолёты АНТ-25, И-16, И-17, У-2, а также личный автомобиль В. П. Чкалова «Паккард». В качестве воплощения мечты Чкалова о быстром самолете в ангаре присутствует МиГ-15бис.